# Jimmy Janssens
Jimmy Janssens, né le 30 mai 1989 à Herentals, est un coureur cycliste belge. Il évolue au sein de l'équipe Alpecin-Deceuninck.

## Biographie
Jimmy Janssens naît le 30 mai 1989 à Herentals en Belgique.
Il est membre de l'équipe Davo en 2008. En 2010, il court pour l'équipe Bianchi-Lotto-Nieuwe Hoop Tielen avant de devenir la même année stagiaire dans l'équipe Palmans-Cras d'août à décembre. Puis il retourne en 2011 dans l'équipe Omega Pharma-Lotto Davo, devenue Lotto-Belisol U23 l'année suivante. Il est recruté par l'équipe 3M en 2013. Il se distingue en 2014 lors du Tour de la province de Liège en terminant troisième de la 1re étape, deuxième de la 5e étape, et deuxième au classement général. En 2016, il bénéficie d'un contrat professionnel au sein de la formation 3M.
En 2018, il termine troisième de la Course des raisins. L'année suivante, il se classe troisième du Tour d'Alsace au second semestre.
En avril 2022, il participe à la Flèche wallonne, où il est membre de l'échappée du jour. L'année suivante, il chute lors de cette épreuve et subit des fractures à deux côtes et à la clavicule droite.

## Palmarès et résultats

### Palmarès par année
- 2007
  - Tour de Valladolid juniors :
    - Classement général
    - 3eb étape

  - 2e de Ledegem-Kemmel-Ledegem
- 2010
  - Grand Prix Marc Angel
- 2011
  - 3e étape du Tour de Navarre
  - 2e du Tour de la communauté de Madrid espoirs
- 2012
  - Grand Prix de la Magne
  - 2e de la Flèche ardennaise
  - 2e du Mémorial Fred De Bruyne
  - 3e du championnat de la province d'Anvers sur route
- 2013
  - 2e du championnat de la province d'Anvers du contre-la-montre
- 2014
  - 2e du Tour de Liège
- 2015
  - 3e étape du Tour de Liège
  - 2e du championnat de Belgique du contre-la-montre élites sans contrat
  - 2e du Tour de Namur
- 2016
  - 2e du championnat de la province d'Anvers sur route
  - 2e du championnat de Belgique élites sans contrat
  - 3e du Tour de Liège
- 2017
  - 1re étape du Tour de Savoie Mont-Blanc
  - Tour de Liège :
    - Classement général
    - 5e étape

  - 2e de la Stan Ockers Classic
  - 3e du Triptyque ardennais
  - 3e du Grote Prijs Nieuwkerken-Waas
- 2018
  - 4e étape de la Flèche du Sud
  - Triptyque ardennais : 
    - Classement général
    - 1re étape

  - 3e étape du Kreiz Breizh Elites
  - 2e de la Flèche ardennaise
  - 3e du Tour de Taïwan
  - 3e de la Volta Limburg Classic
  - 3e de la Flèche du Sud
  - 3e de la Course des raisins
- 2019
  - 2e du Mémorial Rik Van Steenbergen
  - 3e de l'Étoile de Bessèges
  - 3e du Tour Alsace

### Résultats sur les grands tours

#### Tour d'Italie
3 participations
- 2021 : 65e
- 2024 : 84e
- 2025 : 118e

#### Tour d'Espagne
2 participations
- 2022 : 107e
- 2023 : 112e

### Classements mondiaux
| Année                                 | 2011 | 2012 | 2013 | 2014 | 2015 | 2016  | 2017 | 2018 | 2019 | 2020 | 2021  | 2022 | 2023  | 2024  |
| ------------------------------------- | ---- | ---- | ---- | ---- | ---- | ----- | ---- | ---- | ---- | ---- | ----- | ---- | ----- | ----- |
| Classement mondial                    |      |      |      |      |      | 2198e | 753e | 167e | 299e | 688e | 1988e | 725e | 1566e | 1533e |
| UCI Europe Tour                       | 400e | 361e | nc   | 681e | 816e | 1461e | 485e | 76e  | 245e | 554e | 1346e | 554e | nc    | nc    |
| UCI Asia Tour                         | nc   | nc   | nc   | nc   | nc   | nc    | 448e | 128e |      |      |       |      |       |       |
|                                       |      |      |      |      |      |       |      |      |      |      |       |      |       |       |
| Légende : nc = non classéSource : UCI |      |      |      |      |      |       |      |      |      |      |       |      |       |       |